# فريدريك إس. أرميتاغ
فريدريك إس. أرميتاغ (بالإنجليزية: Frederick S. Armitage)‏ هو مصور سينمائي ومنتج أفلام ومخرج أمريكي، ولد في 29 يونيو 1874 في نيويورك في الولايات المتحدة، وتوفي في 3 يناير 1933.

## وصلات خارجية
- فريدريك إس. أرميتاغ على موقع IMDb (الإنجليزية)
- فريدريك إس. أرميتاغ على موقع قاعدة بيانات الفيلم (الإنجليزية)
- فريدريك إس. أرميتاغ على موقع كينوبويسك (الروسية)